# Typ VII
Typ VII byla třída středně velkých ponorek německé Kriegsmarine z období druhé světové války. Je to nejvíce vyráběná ponorka v dějinách. Celkem jich bylo dokončeno 710 a řada dalších byla do konce války rozestavěna.

## Pozadí vzniku
Vzorem pro vývoj této třídy byly německé ponorky typu UB III nasazené v první světové válce. Ponorky byly v řadě variant stavěny od roku 1935 až do konce války. První verze typ VIIA byla postavena v 10 kusech, verze typ VIIB byla postavena ve 24 kusech, přičemž nejznámější typ VIIC vznikl ve více než 600 kusech.
Na stavbě se podílely loděnice Deschimag AG Weser v Brémách (6 jednotek), Germaniawerft v Kielu (80 jednotek), Bremer Vulkan v Brémách-Vegesacku (74 jednotek), Danzigwerft v Danzigu (42 jednotek), Flenderwerft v Lübecku (42 jednotek), Nordseewerke v Emdenu (30 jednotek), Flensburger Schiffsbau ve Flensburgu (28 jednotek), Howaldtswerke v Kielu (65 jednotek), Stülcken Sohn v Hamburku (26 jednotek), Schichauwerft v Danzigu (64 jednotek), Deutsche Werke v Kielu (30 jednotek), Blohm & Voss v Hamburku (181 jednotek), Kriegsmarinewerft Wilhelmshaven ve Wilhelmshavenu (29 jednotek), Oder Werke ve Štětíně (2 jednotky), Stettiner Maschinenbau AG ve Štětíně (1 jednotka) a Neptunwerft v Rostocku (10 jednotek). Celkem tak bylo dokončeno 710 ponorek typu VII. Řada dalších se na konci války nacházela v různém stupni stavby.

## Varianty

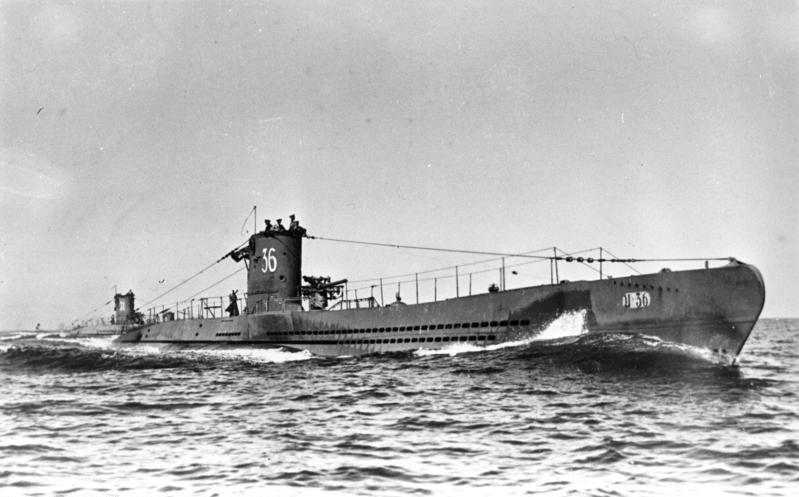
U 36 prvotní verze VIIA

### Typ VIIA
První verze postavená v deseti kusech pojmenovaných U 27 až U 36. Jejich stavba probíhala od roku 1935 v loděnicích Germaniawerft a Deschimag.

### Typ VIIB

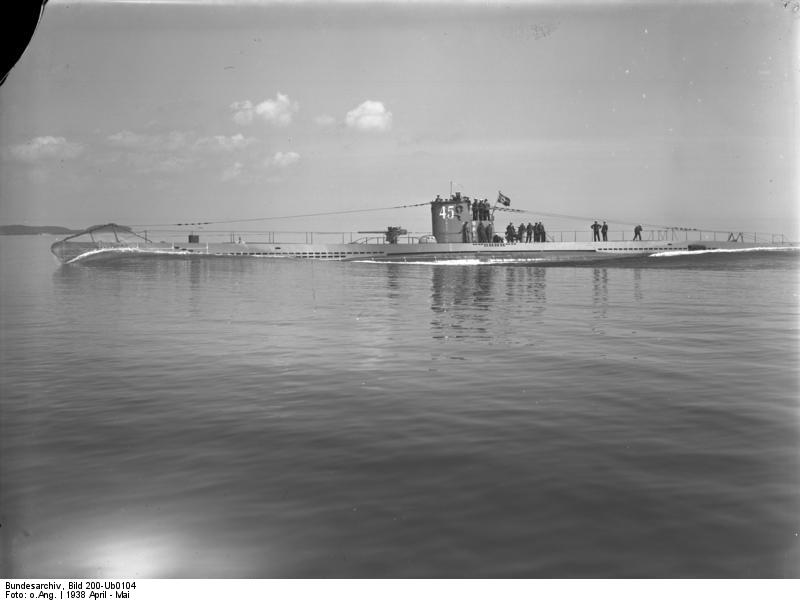
U 45 patří k verzi VIIB

Vylepšená verze postavená v sérii 24 jednotek v loděnicích Germaniawerft, Bremer Vulcan a Flenderwerft. Trup byl prodloužen o dva metry, takže ponorka pojmula více paliva. Kormidla byla zdvojena. Záďový torpédomet byl umístěn v tlakovém trupu a střílel mezi nimi.

### Typ VIIC
Nejznámější verze této třídy. Měla prodloužený trup a zvětšenou velitelskou věž. Podtřída typ VIIC/41 měla zpevněný trup a větší hloubku ponoru. Pouze na papíře vznikly podtřídy Typ VIIC/42 a VIIC/43.

### Typ VIID
Varianta ponorky typu VII určená pro kladení min. Její trup byl prodloužen o 10 metrů. Dělostřelecká a torpédová výzbroj byla zachována. Min bylo neseno 15 kusů.

### Typ VIIE
Nerealizovaná varianta s novými diesely Deutz.

### Typ VIIF
Varianta určená k zásobování ostatních ponorek municí. Její trup byl prodloužen o více než 10 metrů. V tomto prostoru bylo uloženo 24 torpéd a chlazené potraviny. Loděnice Germaniawerft postavila pouze čtyři kusy této varianty pojmenované U 1059 až U 1062.

## Operační služba

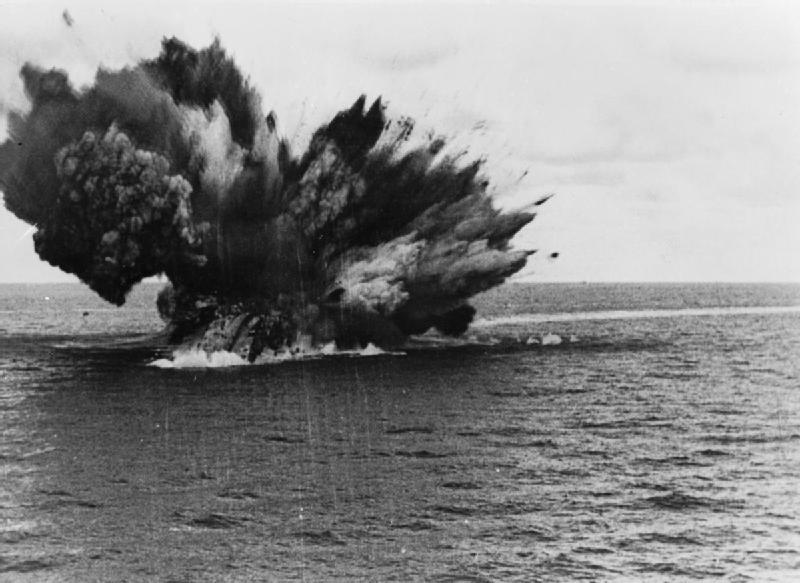
HMS Barham vybuchuje po zásahu torpédy ponorky U 331

Ponorky typu VII tvořily po celou válku jádro německých ponorkových sil. Podnikly cca 2600 bojových plaveb a potopily 190 válečných a 1175 obchodních lodí. Utrpěly však těžké ztráty; potopeno jich bylo okolo 400, přičemž na nich zahynulo 22 000 námořníků (73% celkových ztrát německých ponorkářů).
Posádky ponorek této třídy dosáhly řady úspěchů. U 29 (Otto Schuhart) potopila v září 1939 britskou letadlovou loď HMS Courageous, U 47 (Günther Prien) v říjnu 1939 pronikla do Scapa Flow kde potopila bitevní loď HMS Royal Oak, U 331 (Hans-Dietrich von Tiesenhausen) v listopadu 1941 potopila britskou bitevní loď HMS Barham. Sloužila na nich také řada es z řad ponorkových velitelů; například Heinrich Lehmann-Willenbrock (25 lodí), Adalbert Schnee (24 lodí), Erich Topp (35 lodí) či Joachim Schepke.

## Výskyt v kultuře
Příběh ponorky U 96 je zápletkou německého filmu Das Boot režiséra Wolfganga Petersena z roku 1981.